# Reação de Sandmeyer
A reação de Sandmeyer é uma reação química usada para sintetizar haletos de arilo de sais de diazônio de arilo. É nomeada em relação ao químico suíço Traugott Sandmeyer.
Uma amina aromática (ou heterocíclica) reage rapidamente com um nitrito para formar um sal de diazônio, que se decompõe na presença de sais de cobre I, um sal cuproso, tal como o cloreto de cobre (I), para formar o haleto de arilo desejado. A reação é substituição aromática nucleofílica de radical.
Várias melhorias foram feitas nos procedimentos padrões.